# بفانينستوك
بفانينستوك (بالإنجليزية: Pfannenstock)‏ هو أحد جبال سلسلة جبال الألب غلاروس ويقع في كانتون شفيتس في سويسرا. يحتل المرتبة رقم 309 في قائمة جبال سويسرا من حيث الارتفاع، إذ يبلغ ارتفاعه حوالي 2573 متر، بينما يبلغ ارتفاع نتوء الجبل 373 متر.